# 日高富明
日高 富明（ひだか とみあき、1950年2月22日 - 1986年9月20日）は、日本の男性歌手。通称・TOMMY（トミー）。かつては堀内護と高校時代からの友人の松崎しげるともに「ミルク」の一員だった。その後、堀内と大野真澄とガロを結成。解散後、「幹竜一（みき りゅういち）」名義にて作家活動を行っていたこともあった。

## 来歴
東京都江東区深川門前仲町出身。実家は「みやこ食堂」という定食屋を経営していた。弟がいる。高校時代から各地の勝ち抜きエレキ合戦で優勝し、コンテスト荒らしの異名をとっていた日高は
日本大学芸術学部時代の同級生、松崎しげると「アウトバーンズ」というバンドを結成し活動していた。一方、後にガロの中心的メンバーとなる由美かおるのバッキングバンド、「ジ・エンジェルス」のギタリスト、マークこと堀内護とは練習場の新宿御苑スタジオで知り合っていた。当時の堀内はギター専門だったので、ビートルズに影響を受けた二人について、松崎のヴォーカルには心惹かれ、日高にはライバル心を抱くようになる。
その後、ジ・エンジェルスとアウトバーンズが同時期に解散。堀内は自身のリードギターと松崎のヴォーカルと中心に据えたバンドの結成を目論む。そのミーティング初日、予想外なことが起こる。松崎は堀内の“ライバル”日高を連れて来て、「親友の日高と一緒でなければ新バンドには入らない」と宣言。松崎とのバンド結成を夢見ていた堀内は、想定外ながらも松崎の要望を受け入れ、ライバルである日高を加えた「ミルク」というバンドを結成。しかし、日高とのポジション被りに耐えられず、堀内はリーダーだったにも拘らずミルクを脱退。結果、松崎と日高が中心となって活動することになったミルクは、その後、日高が脱退して堀内が復帰したり、また堀内が抜けて日高が復帰したりと、結果、堀内と日高に翻弄されたまま終始バンドは安定することが無かったが、日高在籍時に大橋プロと契約し、カヴァーシングル「ハッシャバイ」ホットミルク名義でメジャーデビューを果たす。しかしレコード発売時には、またぞろ日高は脱退し、ライバル関係にあったはずの堀内と2人でアコギを使ったフォークデュオを結成。ミルクに残っていた松崎にも、他事務所からソロ活動のオファーがあり、結果ミルクは解散。
そんなミルクの担当マネジャーは、後の宇崎竜童。また「ミルク」という名前の由来は、松崎がオーディション等、勝負の前に、必ず牛乳を飲んでいたというエピソードから付けられた。夏場は「アイスミルク」、冬場は「ホットミルク」と使い分けていた。
ミルクでの不安定な活動をしている最中、アメリカで話題となったミュージカル『ヘアー』の日本人キャストのオーディションがあることを聞きつけた日高は、既に親友となっていた堀内を誘ってオーディションを受けるが、日高は落選し、堀内が合格する。合格者の中には、小坂忠や、後にガロのメンバーとなる大野真澄がいた。ヘアー上演中に、小坂がクロスビー・スティルス・ナッシュに感化され、堀内と大野にバンド結成を打診するも結成には至らず。堀内はヘアーに参加しつつも、日高とのフォークデュオでも活動を続け、それがザ・タイガースのマネジャーをしていた中井國二の目に留まり、フラワー・トラベリン・バンドのコンサートの中休みに、ロビーでゲリラ・ライブをすることに。この時、12弦ギターを貸すために呼ばれた友人の大野は、堀内と日高から「せっかく来てくれたんだから、ちょっと一緒にやってみないか」と誘われ、即興で、クロスビー・スティルス・ナッシュのナンバーに参加。これが大受けし、ガロ結成のきっかけとなる。その後、中井の勤める渡辺プロダクションとの契約が検討されたがそれは叶わず、赤い鳥のバード・コーポレーションと契約。村井邦彦が社長をつとめたミッキー・カーチスのプロデュースによるマッシュルーム・レコードという、日本コロムビアの傘下のロックレーベルからファーストアルバムを発表する。「ガロ」というバンド名は、中井が、将来自分が男の子を授かった時に考えていた名前、「我郎」より付けられた。
デビューを果たすもコアな音楽ファンの間でしか話題となることもなく、かまやつひろしに認められて、バックを務めたり地道な活動を続ける中、レコード会社より本人達の意志に反して録音させられた職業作曲家による「学生街の喫茶店」が北海道の有線放送から火がついて全国的にブレーク。その後「君の誕生日」、「ロマンス」などのヒット曲が生まれ、「日本レコード大賞大衆賞」を受賞し、紅白歌合戦にまで出演を果たした「アイドル歌手」となってしまった。が、過酷なスケジュールとアーティストとしてではなくアイドルとしての扱われ方に不満を募らせたメンバー間で、徐々に足並みが揃わなくなり、不和が生じ、満足のいく音楽活動が出来ず、売上げも人気も下降。結果、1976年にガロは解散する。
ガロ解散と同時に、日高は実弟の日高義之（ギター）が参加していた、ベースの佐野俊之率いる、エリック・クラプトンやバッド・カンパニーのカバー等を演奏する4人組のロックバンド「ファイアー」と合流し活動した。その後、東芝EMIとワーナー・パイオニアにおける自身の名義でのソロ活動を経て、1980年には、元コスモスファクトリーの豊田邦仁（ドラムス）、菅原信一郎（ベース）らと、グランド・ファンク・レイルロードや、バックマン・ターナー・オーヴァードライヴといったアメリカンロックバンドに影響されたロック・トリオ「Ma・Ma・Doo!!」を結成し、ワーナーと契約。リッチー・ブラックモアズ・レインボーの武道館公演のサポートをつとめた。英語で歌う日高作のFriday Nightはブラックモアも気に入り、この曲になると毎晩ステージの袖で日高の演奏に見入っていたという。
ガロ時代よりギターマニアとして知られた日高は、ミルクの頃からエリック・クラプトンに心酔していたこともあり、クラプトンが愛用した銘器を求め、ガロとして人気絶頂時の1974年、単身アメリカのLAに渡り、現地で知り合ったサンディエゴ在住のポールと言うミュージシャンから、1954年製フェンダーストラトキャスター（日高によって付けられた愛称”レイラ”）と、1958年製レスポールスタンダードを購入し帰国。
一方、1960年後半、アメリカ留学中に知り得たオールドギターの知識を元に、1972年に帰国後、地元神戸の三宮で創業したマックス・ギター・ギャラリーのオーナー、保田誠と共に、日本におけるオールドギター・シーンの幕開け時代を創った。
また、ガロ解散後には、東海楽器の「リヴォーン・シリーズ」の顧問として、自身が所有する1954年製のストラトキャスターを再現するプロジェクトにコンサルタントとして指導にあたり自らの楽器を精密にコピーさせた後、同様にグレコで50年代のレスポールモデルを再現する「スーパーリアル・シリーズ」にも顧問としてノウハウを伝授。結果として、日高が監修した日本のギターメーカーが、フェンダーやギブソンといった本家に危機感を与え、1980年代以降の本家が再現するオリジナル・モデルのきっかけを作ったと言える。
1981年、Ma・Ma・Doo!!解散後も、1983年、堀内との「2人ガロ」や、1985年、ロックバンド「ゴジラ」結成など、積極的に音楽活動を続けている中、1986年に茅場町のマンションから転落死。肝臓疾患などの体調不良を悲観しての自殺と報道された。墓所は豊島区の西念寺（戦後までは深川に所在）。
ガロ解散後の音源について。ファイヤー名義のリリース作品はないが、ファイヤーとの演奏は、ガロのラスト・アルバム『三叉路』収録曲「ヘビー・ローラー」、石原裕次郎のシングル「不思議な夢」、劇中の演奏を担当していた時代劇ドラマ『新・座頭市』、アルバム『TOMMY』収録曲の「ショーが始まる」他で聞くことが出来る。ファイヤー解散後のソロアルバムとしては、前述の1977年リリースの『TOMMY』と1979年リリースの『シークレット・ゾーン』、Ma・Ma・Doo!!では、1980年リリースのシングル『ドント・ストップ・ザ・ミュージック』と1981年リリースの『フルーツシャワーレディー』2枚のみで、アルバム録音はされたが発売には至らなかった。
2013年には、ワーナー時代のアルバム『シークレット・ゾーン』がCDとして再発。同時にMa・Ma・Doo!!時代のシングル4曲も収録された。

## ディスコグラフィ

### シングル
ソロ
- 恋は季節風/L-O-V-E (1977.6.5) ※Tommy(トミー)名義
- シークレット ゾーン/雨の街に消えた瞳　(1979.6.25)　※日高富明名義

MA・MA・DOO！名義
- ドント・ストップ・ザ・ミュージック/はるかなる旅路　(1980.11.10)
- フルーツシャワーレディー/Friday Night　(1981.8.10)

### アルバム
- TOMMY　(1977)　※Tommy(トミー)名義
時の流れに/My City Girl/恋は季節風/L-O-V-E/夏の終り/ショーは始まる/君の瞳に恋してる/殻を破ろう/オベリスク(偉大なる遺産)/明日に向かって
- シークレット ゾーン　(1979.6.25)　※日高富明名義
グッバイ オリビア/ビック・アップルを射とめろ/ファイナル ゲーム/サマーワインでさよならを/雨の街に消えた瞳/シークレット ゾーン/ミッドナイト・ブルー/SEXY PIN-UP/愛に向って走れ/ラスト プレゼント
  - 堀内護がレコーディングに参加している

## 楽曲提供
- 浅田美代子「わたしと私」
- 石原裕次郎「不思議な夢」(村井邦彦との共作)「新・座頭市」テーマソング
  - ジェロにより、カバーされた
- 稲垣潤一「風のアフロディーテ」「Mr.Blue」
- 加橋かつみ「夕陽の空」「ある夏の終りに」
- かまやつひろし「道化役」
- 小林啓子「雨あがり」
- 杉田二郎「片想ひ」
- 鈴木雅之「地球はメリーゴーランド」(※カヴァーで、日高の盟友小田和正が編曲している)
- DOVE「海への誘い」「海に恋して」「海の鳥」「波酔い鯨」「僕だけの宝石」「南十字星」
- 堤大二郎「おまえにクラクラ」
- 森山良子「旅立ち」
- レモンパイ「COME ON COME ON」
- ロッキーズ「夏のラブソング」

## ドラマ音楽
- 「不思議な夢」(村井邦彦との共作)「新・座頭市」劇中音楽